# Jacek Jan Rulewicz

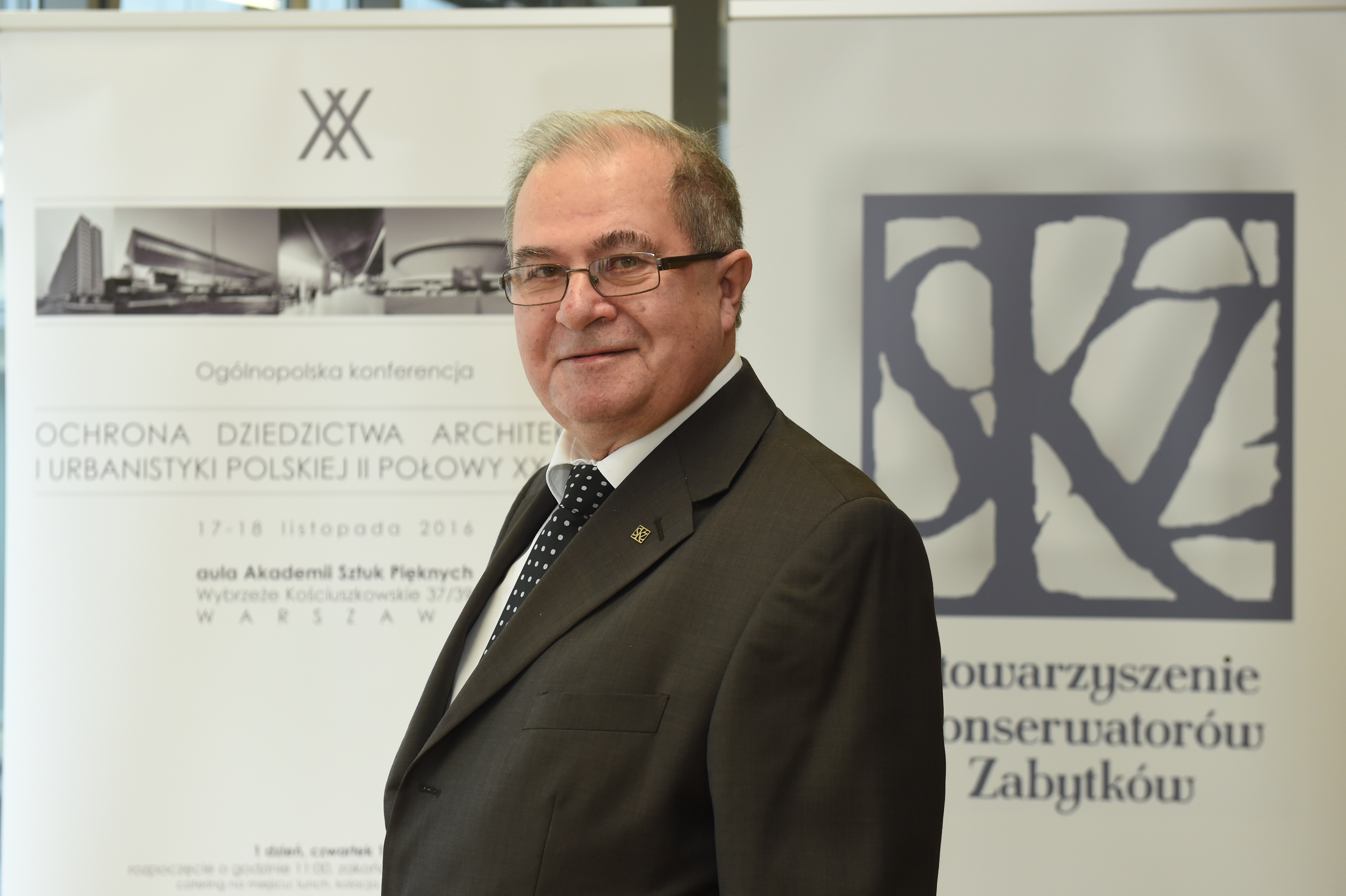

Jacek Jan Rulewicz (ur. 15 marca 1944 w Warszawie) – polski prawnik i ekonomista, specjalista z zakresu ochrony dziedzictwa kulturowego.

## Życiorys
Urodził się w rodzinie nauczycielskiej. Matka Pelagia, nauczycielka języka polskiego w warszawskich szkołach; ojciec Jan, artysta muzyk, był dyrektorem warszawskich szkół oraz propagatorem wychowania muzycznego.
W 1962 ukończył Liceum Ogólnokształcące im. Bolesława Prusa w Warszawie. Następnie podjął studia na Wydziale Prawa i Administracji Uniwersytetu Warszawskiego, które ukończył w 1969 z tytułem magistra prawa i administracji. Uzupełniając kwalifikacje zawodowe, przeszedł aplikację w Sądzie Wojewódzkim dla m.st. Warszawy, zakończoną w 1972 roku egzaminem sędziowskim.
Podczas studiów działał w studenckim ruchu kulturalnym w ramach Zrzeszenia Studentów Polskich. Piastował funkcję przewodniczącego sekcji teatrów studenckich przy RO ZSP w Warszawie, był kierownikiem Centralnego Klubu Studentów Szkół Artystycznych „Dziekanka”, brał udział w organizacji pierwszych festiwali FAMA  w Świnoujściu oraz licznych festiwali piosenki studenckiej, działał w komisji kultury RN ZSP i RO ZSP w Warszawie, śpiewał w Chórze Uniwersytetu Warszawskiego.
Od 1 grudnia 1968 do 31 grudnia 1976 pracował w Związku Zawodowym Pracowników Kultury i Sztuki na stanowiskach: instruktora zarządu okręgu, wiceprzewodniczącego zarządu okręgu w Warszawie oraz kierownika wydziału organizacyjnego Zarządu Głównego ZZPKiS (1974–1976). Ponadto przewodniczący Krajowej Rady Pracowników Muzeów i Ochrony Zabytków ZZPKiS. Od 1970 do rozwiązania w 1990 członek Polskiej Zjednoczonej Partii Robotniczej. W latach 1976–1978 naczelnik wydziału prawno-organizacyjnego Zarządu Muzeów Zarządu Muzeów i Ochrony Zabytków w Ministerstwie Kultury i Sztuki.
Na prośbę prof. Stanisława Lorentza 1 stycznia 1979 objął stanowisko dyrektora oddziału Zarządu Ochrony i Konserwacji Zespołów Pałacowo-Ogrodowych w Wilanowie, 15 kwietnia 1981 roku awansował na stanowisko wicedyrektora Zarządu Ochrony i Konserwacji Zespołów Pałacowo-Ogrodowych, nadzorując działalność oddziałów w Łazienkach Królewskich, Wilanowie, Królikarni i Nieborowie. 1 marca 1984 Minister Kultury i Sztuki powołał go na stanowisko dyrektora Zamku Ujazdowskiego w Budowie, które zajmował do końca lutego 1988. Od 1 marca 1988 do 1 marca 1991 wicedyrektor Departamentu Ochrony Dóbr Kultury Muzeów i Plastyki w Ministerstwie Kultury i Sztuki, gdzie wraz z innymi budował przyszłe struktury Państwowej Służby Ochrony Zabytków.
Od 1 kwietnia 1991 do 1 lutego 1996 roku zastępca Generalnego Konserwatora Zabytków i jednocześnie dyrektor Biura Ochrony Dóbr Kultury i Muzeów Państwowej Służby Ochrony Zabytków, sprawował nadzór nad działalnością 49 wojewódzkich konserwatorów zabytków. W 1994 czasowo p.o. Generalnego Konserwatora Zabytków. Od 1 lutego 1996 do 2002 zajmował się w Ministerstwie Kultury i Sztuki sprawami organizacyjno-ekonomicznymi, piastując stanowiska zastępcy dyrektora Departamentu Ekonomicznego, Biura Budżetu i Finansów oraz Biura Budżetu.
Od 2 października 2000 dyrektor Biura Budżetu w Ministerstwie Kultury i Dziedzictwa Narodowego, a jednocześnie społeczny pełnomocnik ministra KiDN do spraw koordynacji zadań związanych z poprawą stanu bezpieczeństwa obiektów o specjalnym znaczeniu dla kultury narodowej. Od 17 kwietnia 2002 do 30 września 2003 dyrektor Departamentu Ochrony Zabytków w Ministerstwie Kultury. Od 1 października 2003 do 31 grudnia 2006 dyrektor Krajowego Ośrodka Badań i Dokumentacji Zabytków, a od 2007 wicedyrektor. Od 2010 na emeryturze. W latach 1993–2001 rzeczoznawca Ministra Kultury i Sztuki w specjalności: bezpieczeństwo zbiorów publicznych – zabezpieczenie obiektów przed przestępczością. Z jego inicjatywy w 1989 został utworzony Ośrodek Ochrony Zbiorów Publicznych.  W latach 2012–2015 był doradcą ds. rewitalizacji wzgórza zamkowego w Gniewie. 
Działacz w Stowarzyszeniu Konserwatorów Zabytków, w latach 2011–2022 pełnił funkcję sekretarza generalnego Zarządu Głównego SKZ, a od roku 2022 jest Prezesem Zarządu Głównego SKZ. Jest członkiem Polskiego Komitetu Doradczego ds. koordynacji działań dotyczących ochrony zabytków na wypadek szczególnych zagrożeń, powołanym przez premiera w 2004. Od 2020 roku jest członkiem Rady Muzeum Warmii i Mazur w Olsztynie.

## Publikacje (współautor)
- Vademecum ochrony obiektów sakralnych (Warszawa 1995)[13]
- Vademecum zabezpieczenia muzeów (2002)[14]
- Zabezpieczenie obiektów sakralnych (1998)
- Vademecum zabezpieczenia obiektów sakralnych (2012)
- Działaj i miej nadzieję. Stulecie państwowych służb konserwatorskich w Polsce 1918–2018 (Warszawa 2018)[15]
- Glina w obiektach zabytkowych – ochrona i konserwacja. Materiały ogólnopolskiej konferencji naukowej Malbork 2018 (Warszawa 2019)[16]

## Odznaczenia i nagrody
- Srebrny Krzyż Zasługi (1974)
- Odznaka „Zasłużony Działacz Kultury” (1974)
- Złoty Krzyż Zasługi (1984)
- Medal Komisji Edukacji Narodowej (1989)
- Złota Odznaka „Za opiekę nad zabytkami” (1991)
- Medal Konfederacji Przyjaciół Jasnej Góry (1993; konfederat Jasnej Góry)
- Złoty Medal „Za Zasługi dla Pożarnictwa” (1994)
- Złota Odznaka honorowa „Zasłużony dla Budownictwa i Przemysłu Materiałów Budowlanych” (1996)
- Złoty Medal „Za zasługi dla obronności kraju” (1997)
- Złota Honorowa Odznaka PTTK (2003)
- Medal Zasłużony Kulturze „Gloria Artis”: Brązowy (2005), Srebrny (2011) i Złoty (2018)[17]
- Krzyż Kawalerski Orderu Odrodzenia Polski (2013)[18]
- Złoty Krzyż Zasługi Misji Pojednania Missio Reconciliationis (2020)